# Eagle T1G
Eagle T1G är en formel 1-bil, tillverkad av den brittisk-amerikanska formelbilstillverkaren Anglo American Racers mellan 1966 och 1967.

## Bakgrund
Jack Brabhams framgångar som biltillverkare sporrade även andra racerförare att tillverka egna tävlingsbilar. Dan Gurney grundade All American Racers (AAR) 1964 i Santa Ana, Kalifornien, tillsammans med Carroll Shelby och en grupp finansiärer. Till 1966 beslutade man ta fram formelbilar för formel 1 och Champ Car och etablerade Anglo American Racers Ltd. i engelska Rye, East Sussex för att driva F1-verksamheten.

## Utveckling
AAR anställde Len Terry, som tidigare arbetat för Lotus, för att konstruera en bil som utan alltför stora modifikationer skulle passa både europeisk och amerikansk racing. Bilen fick självbärande kaross och individuell hjulupphängning med dubbla tvärlänkar runt om. Indy-bilen T2G fick Fords beprövade Indy V8-motor men till F1-bilen T1G beställde AAR en ny V12-motor från Weslake Engineering. Chassit stod klart långt före motorn och bilen debuterade i Belgiens Grand Prix 1966 med en äldre Coventry Climax-motor. AAR körde ett lopp under säsongen med Weslakes V12:a men återgick därefter till Climax-motorn och hela säsongen 1966 får närmast betraktas som utprovning.
Säsongen 1967 körde stallet med Weslakemotorn men den var fortfarande opålitlig och AAR:s ansträngningar att förbättra den tärde på stallets resurser. 1968 fortsatte stallet att köra med Eagle-bilen men mot slutet av säsongen byttes den mot en McLaren-Ford.

## Tekniska data
| Tekniska data           | Eagle T1G                                                             |
| ----------------------- | --------------------------------------------------------------------- |
| Motor:                  | Mittmonterad 12-cylindrig 60° V-motor                                 |
| Cylindervolym:          | 2997 cm³                                                              |
| Borrning x slaglängd:   | 72,8 x 60,3 mm                                                        |
| Max effekt vid varvtal: | 390 hk vid 10 500 v/min                                               |
| Ventilstyrning:         | Dubbla överliggande kamaxlar per cylinderrad, 4 ventiler per cylinder |
| Bränslesystem:          | Lucas bränsleinsprutning                                              |
| Växellåda:              | 5-växlad manuell                                                      |
| Hjulupphängning:        | Dubbla triangellänkar, skruvfjädrar, krängningshämmare                |
| Bromsar:                | Skivbromsar                                                           |
| Chassi & kaross:        | Självbärande aluminiummonocoque                                       |
| Hjulbas:                | 245 cm                                                                |
| Vikt:                   | 545 kg                                                                |

## Tävlingsresultat

### Formel 1-VM 1966
Dan Gurney och Anglo American Racers debuterade i Belgien 1966. Gurney tvingades bryta loppet men redan i Frankrikes Grand Prix tre veckor senare tog stallet sina första VM-poäng när Gurney kom in som femma. Med ytterligare en femteplats i säsongens sista lopp i Mexiko slutade Gurney på tolfte plats i förarmästerskapet och Eagle blev sjua i konstruktörsmästerskapet.

### Formel 1-VM 1967
Till 1967 kom Richie Ginther in som andreförare, men sedan han misslyckats att kvala in till Monacos Grand Prix avslutade han abrupt sin karriär. Eagles stora stund kom när Dan Gurney vann Belgiens Grand Prix. Det var den första helamerikanska Grand Prix-segern sedan Jimmy Murphy vann Frankrikes Grand Prix 1921 i en Duesenberg. Under resten av säsongen lyckades stallet bara ta en bil i mål en gång till, med en tredjeplats för Gurney i Kanada. Gurney slutade åtta i förarmästerskapet och Eagle blev åter sjua i konstruktörsmästerskapet.

### Formel 1-VM 1968
1968 var Dan Gurney ensam förare i stallet. Han lyckades ta Eagle-bilen i mål en enda gång, med en niondeplats i Tysklands Grand Prix. Efter den europeiska delen av säsongen pensionerades bilen och de tre avslutande loppen i Nordamerika körde Gurney en McLaren.

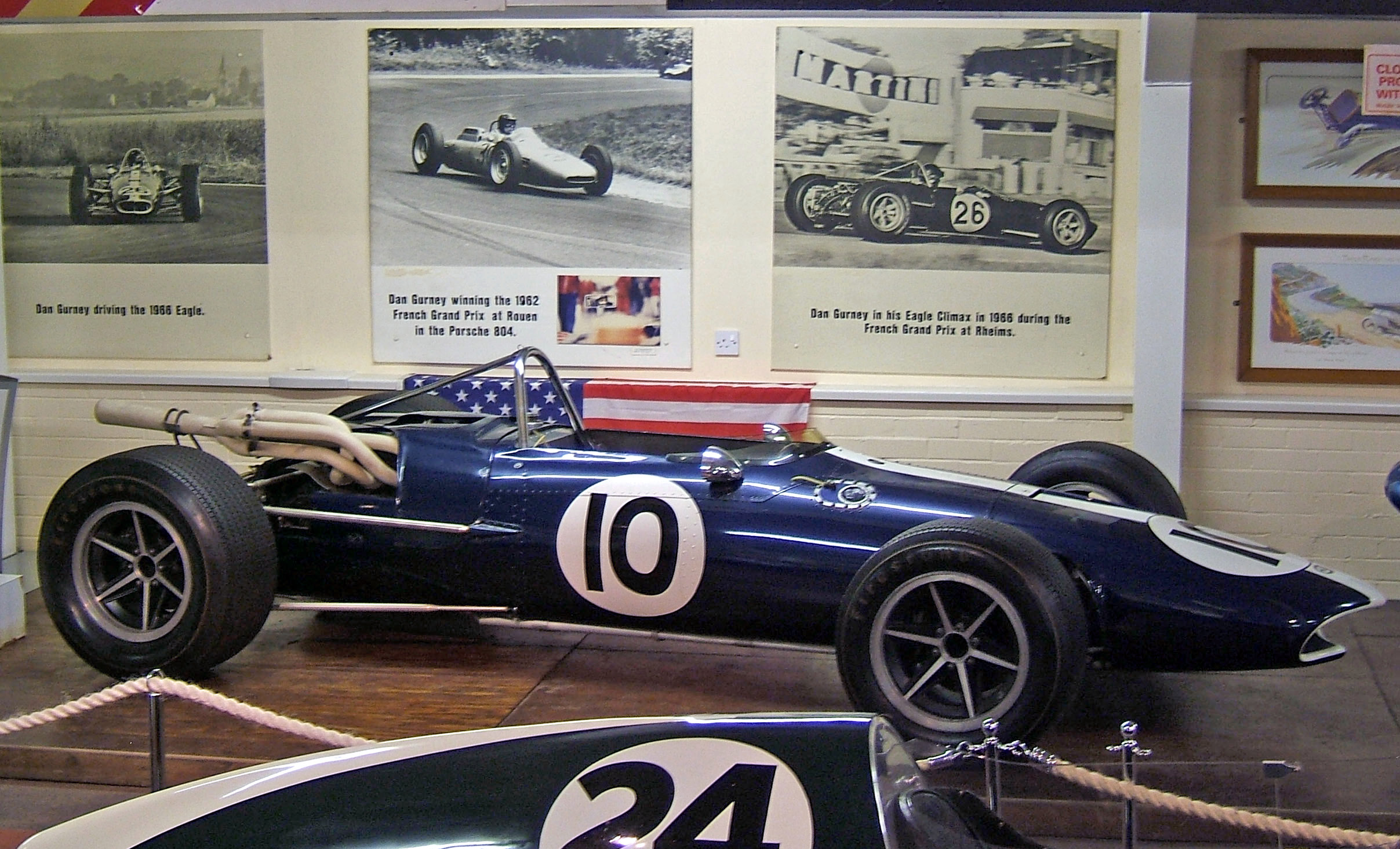
Systermodellen Eagle T2G var avsedd för amerikansk Champ Car-racing men i övrigt näst intill identisk.

Systerbilen T2G var betydligt mer framgångsrik under 1968. Bobby Unser vann Indianapolis 500 och hela USAC Indycarmästerskapet för All American Racers och efter 1968 koncentrerade AAR sina resurser på Indy-racing.